# Маркет-Шоп
Маркет-Шоп (англ. Market Shop) — населённый пункт в государстве Сент-Китс и Невис. Административный центр округа Сент-Джордж-Джинджерланд.

## География
Находится на юго-востоке острова Невис. Располагается в 7,2 км к востоку от города Чарлстаун —крупнейшего города на острове Невис. Высота над уровнем моря — 220 м.

### Климат
По Классификации климатов Кёппена, климат здесь определяется как Aw — тропический климат с сухой зимой и дождливым летом. Температура здесь в среднем 26,2 °C. Среднегодовая норма осадков — 896 мм.